# Anathallis colnagoi
Anathallis colnagoi é uma espécie de planta do gênero Anathallis e da família Orchidaceae.  É exclusiva do Espírito Santo, somente vista em Domingos Martins.

## Taxonomia
A espécie foi descrita em 2010 por Leonardo Ramos Seixas Guimarães e Fábio de Barros. 
O seguinte sinônimo já foi catalogado:
- Pleurothallis colnagoi  Pabst

## Forma de vida
É uma espécie epífita e herbácea.

## Conservação
A espécie faz parte da Lista Vermelha das espécies ameaçadas do estado do Espírito Santo, no sudeste do Brasil. A lista foi publicada em 13 de junho de 2005 por intermédio do decreto estadual nº 1.499-R.

## Distribuição
A espécie é encontrada no estado brasileiro de Espírito Santo. 
A espécie é encontrada no domínio fitogeográfico de Mata Atlântica, em regiões com vegetação de floresta ombrófila pluvial.